# Sanna Kling
Sanna Kling (1987) è un'ex sciatrice alpina svedese.

## Biografia
Attiva in gare FIS dal marzo del 2003, in Coppa Europa la Kling prese per l'unica volta il via il 22 novembre 2008 a Funäsdalen in slalom gigante, senza completare la prova; in seguito continuò a prendere parte a gare minori fino al ritiro, avvenuto in occasione di uno slalom speciale FIS disputato a Funäsdalen il 1º maggio 2009 e chiuso dalla Kling al 13º posto. In carriera non debuttò in Coppa del Mondo né prese parte a rassegne olimpiche o iridate.

## Palmarès

### Campionati svedesi
- 1 medaglia:
  - 1 bronzo (supercombinata nel 2007)